# 舜华路街道
舜华路街道，是中华人民共和国山東省济南市历下区下辖的一个乡镇级行政单位，现由济南高新区代管。

## 行政区划
舜华路街道下辖以下地区：
贤文村、牛旺村、徐家村和草山岭村。